# Peter och draken Elliott (film, 2016)
Peter och draken Elliott (engelska: Peter's Dragon) är en amerikansk delvis animerad film  av Walt Disney Pictures. Den är en nyinspelning av den delvis tecknade filmen med samma namn från 1977, fast med en helt annan berättelse. Den hade biopremiär i USA den 12 augusti 2016.

## Handling
Den snälla skogvaktaren Grace, hennes pojkvän Jack och Jacks dotter Natalie träffar den tioårige pojken Peter som påstår sig bo i skogen tillsammans med en enorm grön drake vid namn Elliott. Grace, Jack och Natalie samt Graces historieberättande pappa Meacham försöker ta reda på hur mycket av Peters historia om både sitt liv och draken Elliott egentligen stämmer samtidigt som de försöker ta reda på var Peter egentligen kommer ifrån.

## Rollista (i urval)

### Engelska originalröster
- Bryce Dallas Howard – Grace Meacham
- Oakes Fegley – Peter
- Robert Redford – Mr. Meacham
- Wes Bentley – Jack Magary
- Karl Urban – Gavin Magary
- Oona Laurence – Natalie Magary
- Isiah Whitlock Jr. – Sheriff Gene Dentler
- Marcus Henderson – Woodrow
- Aaron Jackson – Allan
- Phil Grieve – Bobby
- Steve Barr – Vicesheriff Smalls
- Keagan Carr Fransch – Dr. Marquez
- John Kassir – Draken Elliott (röst)

### Svenska röster
- Cecilia Wrangel – Grace Meacham
- Frank Thunfors – Peter
- Niklas Falk – Mr. Meacham
- Jakob Stadell – Jack Magary
- Figge Norling – Gavin Magary
- Zoë Ackerman – Natalie Magary
- Ole Ornered – Sheriff Gene Dentler
- Adam Fietz – Woodrow
- Mattias Knave – Allan
- Göran Berlander – Bobby
- Dick Eriksson – Vicesheriff Smalls
- Ellen Jelinek – Dr. Marquez

### Fotnoter
1. 1 2  ”Pete's Dragon”. Box Office Mojo. https://www.boxofficemojo.com/release/rl1500022273/. Läst 14 juli 2023.
2. ↑  ”Pete's Dragon” (på engelska). Box Office Mojo. 12 augusti 2016. http://www.boxofficemojo.com/movies/?id=petesdragon2016.htm. Läst 14 oktober 2016.